# بورنووا
بورنووا (به ترکی استانبولی: Bornova) یک منطقهٔ مسکونی در ترکیه است که در استان ازمیر واقع شده‌است.

## خواهرخوانده
شهرهای دلچفو و بیاویستوک خواهرخوانده‌های بورنووا هستند.